# Compagnia Latina di Assicurazioni
La Compagnia Latina di Assicurazioni è stata una compagnia assicuratrice italiana.

## Storia
La Compagnia Latina di Assicurazioni venne fondata nel 1958 a Milano; gli azionisti appartenevano ad alcuni gruppi familiari.
Nel 1972 la compagnia venne quotata alla Borsa di Milano.
All'inizio degli anni ottanta la Latina era controllata dalla Ifin di Aldo Manetti e Giovanni Rametta; e controllava a sua volta la Latina Renana (specializzata nel ramo RCA) e la Cai (ramo vita). Nel 1986 venne acquisita da Carlo De Benedetti attraverso la COFIDE.
Sotto la gestione De Benedetti la Renana venne incorporata nella Latina, mentre fu acquisito il controllo della Ausonia.
Nel 1991 la Fondiaria assunse il controllo della Compagnia Latina di Assicurazioni e della sua controllata Ausonia Assicurazioni e l'anno successivo le incorporò nella Previdente. Nel 1997 la Previdente fu a sua volta incorporata nella Milano Assicurazioni.